# Bailey Peacock-Farrell
Bailey Peacock-Farrell, né le 29 octobre 1996 à Darlington (Angleterre), est un footballeur international nord-irlandais qui évolue au poste de gardien de but au Blackpool FC, en prêt de Birmingham City.

## Biographie

### En club
Le 2 avril 2016, Peacock-Farrell fait ses débuts professionnels avec Leeds United lors d'un match de D2 anglaise contre le club de Rotherham United.
Le 9 juin 2016, il prolonge son contrat de deux ans avec Leeds United.
Le 12 octobre 2017, il est prêté pour un mois à York City, avec qui il dispute quatre matchs de National League North.
Premier choix dans les buts de Leeds United lors de la saison 2018-2019, il participe vingt-neuf matchs toutes compétitions confondues.
Le 2 août 2019, Peacock-Farrell s'engage pour quatre ans avec le Burnley FC. Il dispute son premier match de Premier League le 28 novembre 2020 face à Manchester City (10e journée, défaite 5-0). Fébrile lors de cette rencontre, il voit également deux buts sur lesquels il était fautif être annulés pour hors-jeu.
Le 27 juillet 2021, il est prêté à Sheffield Wednesday pour l'intégrité de la saison,.
En juillet 2023, il rejoint en prêt AGF Aarhus pour toute la saison,.
En juillet 2024, il quitte Burnley et rejoint Birmingham City pour un contrat de quatre ans.
En juillet 2025, il rejoint Blackpool FC pour un prêt d'une durée d'un an.

### En équipe nationale
Le gardien de but honore sa première sélection en équipe d'Irlande du Nord le 30 mai 2018 à l'occasion d'un match amical contre le Panama (0-0).

## Statistiques
| Saison                | Club                       | Championnat           | Championnat | Championnat | Coupe nationale | Coupe nationale | Coupe de la Ligue | Coupe de la Ligue | Compétition(s) continentale(s) | Compétition(s) continentale(s) | Compétition(s) continentale(s) | Total | Total |
| Saison                | Club                       | Division              | M.          | B.          | M.              | B.              | M.                | B.                | Comp.                          | M.                             | B.                             | M.    | B.    |
| 2015-2016             | Leeds United               | Championship          | 1           | 0           | -               | -               | -                 | -                 | -                              | -                              | -                              | 1     | 0     |
| 2016-2017             | Leeds United               | Championship          | -           | -           | -               | -               | -                 | -                 | -                              | -                              | -                              | 0     | 0     |
| 2017-2018             | Leeds United               | Championship          | 11          | 0           | -               | -               | -                 | -                 | -                              | -                              | -                              | 11    | 0     |
| 2018-2019             | Leeds United               | Championship          | 28          | 0           | 1               | 0               | -                 | -                 | -                              | -                              | -                              | 29    | 0     |
| Sous-total            | Sous-total                 | Sous-total            | 40          | 0           | 1               | 0               | 0                 | 0                 | -                              | 0                              | 0                              | 41    | 0     |
| 2019-2020             | Burnley FC                 | Premier League        | -           | -           | -               | -               | -                 | -                 | -                              | -                              | -                              | 0     | 0     |
| 2020-2021             | Burnley FC                 | Premier League        | 4           | 0           | 2               | 0               | 2                 | 0                 | -                              | -                              | -                              | 8     | 0     |
| 2022-2023             | Burnley FC                 | Championship          | 8           | 0           | 5               | 0               | 3                 | 0                 | -                              | -                              | -                              | 16    | 0     |
| Sous-total            | Sous-total                 | Sous-total            | 12          | 0           | 7               | 0               | 5                 | 0                 | -                              | 0                              | 0                              | 24    | 0     |
| 2021-2022             | Sheffield Wednesday (prêt) | Championship          | 45          | 0           | 1               | 0               | 1                 | 0                 | -                              | -                              | -                              | 47    | 0     |
| Sous-total            | Sous-total                 | Sous-total            | 45          | 0           | 1               | 0               | 1                 | 0                 | -                              | 0                              | 0                              | 47    | 0     |
| 2023-2024             | AGF Aarhus (prêt)          | Superligaen           | 6           | 0           | -               | -               | -                 | -                 | C4                             | 1                              | 0                              | 7     | 0     |
| Sous-total            | Sous-total                 | Sous-total            | 6           | 0           | 0               | 0               | 0                 | 0                 | -                              | 1                              | 0                              | 7     | 0     |
| Total sur la carrière | Total sur la carrière      | Total sur la carrière | 113         | 0           | 9               | 0               | 6                 | 0                 | -                              | 1                              | 0                              | 129   | 0     |

## Palmarès

### En club
- Champion de League One en 2024-25 avec Birmingham City.